# Wilcox (Familienname)
Wilcox ist ein ursprünglich angelsächsischer Familienname.

## Herkunft und Bedeutung
Wilcox ist ein patronymischer Familienname, der sich von William oder Wilhelm ableitet. Das Suffix cox ist ein Diminutiv; der Name bedeutet daher in etwa Sohn des kleinen William.

## Namensträger
- Alex Wilcox (* 1973), US-amerikanischer Pornodarsteller
- Cadmus M. Wilcox (1824–1890), US-amerikanischer Offizier, konföderierter Generalmajor im Sezessionskrieg
- Chris Wilcox (* 1982), US-amerikanischer Basketballspieler
- Collin Wilcox (1935–2009), US-amerikanische Schauspielerin
- Corey Wilcox (* ≈1988), US-amerikanischer Jazzmusiker
- Dave Wilcox (David Wilcox; 1942–2023), US-amerikanischer American-Football-Spieler
- David Wilcox (Bischof) (* 1930), britischer Geistlicher, Bischof von Dorking
- David Wilcox (kanadischer Musiker) (David Karl William Wilcox; * 1949), kanadischer Rockmusiker
- David Wilcox (US-amerikanischer Musiker) (David Patrick Wilcox; * 1958), US-amerikanischer Musiker und Songschreiber
- David Wilcox (Drehbuchautor), US-amerikanischer Drehbuchautor und Produzent
- Debbie Wilcox, Baroness Wilcox of Newport (* 1957), britische Politikerin und Lehrerin
- Dora Wilcox (1873–1953), neuseeland-gebürtige, australische Schriftstellerin, Dichterin und Autor von Theaterstücken
- Eddie Wilcox (Jazzpianist) (Edwin Felix Wilcox; 1907–1968), US-amerikanischer Jazz-Pianist und -Arrangeur
- Eddie Wilcox (Fußballspieler) (Edward Evan Wilcox; 1927–2015), walisischer Fußballspieler
- Edward Wilcox (1783–1838), US-amerikanischer Politiker
- Ella Wheeler Wilcox (1850–1919), US-amerikanische Schriftstellerin
- Frank Wilcox (1907–1974), US-amerikanischer Schauspieler
- Fred M. Wilcox (1907–1964), US-amerikanischer Filmregisseur
- Herbert Wilcox (1892–1977), britischer Filmproduzent und -regisseur
- Howard Wilcox (1889–1923), US-amerikanischer Automobilrennfahrer
- Howdy Wilcox II (Howard Omar Wilcox; 1905–1946), US-amerikanischer Automobilrennfahrer
- J. Mark Wilcox (1890–1956), US-amerikanischer Politiker
- James Wilcox (Autor) (* 1949), US-amerikanischer Autor und Professor
- James A. Wilcox (* 1952), US-amerikanischer Ökonom und Professor
- James D. Wilcox, US-amerikanischer Filmeditor und Regisseur
- Jason Wilcox (* 1971), englischer Fußballspieler
- Jeduthun Wilcox (1768–1838), US-amerikanischer Politiker
- Jennifer Wilcox (* 1974), US-amerikanische Chemieingenieurin
- John Wilcox (Kameramann) (1913–1979), britischer Kameramann
- John Allen Wilcox (1819–1864), US-amerikanischer Politiker
- John Dale Wilcox (* 1938), US-amerikanischer American-Football-Spieler
- John W. Wilcox, Jr. (1882–1942), US-amerikanischer Admiral
- Judith Wilcox, Baroness Wilcox (* 1939), britische Politikerin
- Lael Wilcox (* 1986), US-amerikanische Radmarathon-Fahrerin
- Larry Wilcox (* 1947), US-amerikanischer Schauspieler
- Leonard Wilcox (1799–1850), US-amerikanischer Politiker
- Lisa Wilcox (Tennisspielerin) (* 1960), US-amerikanische Tennisspielerin
- Lisa Wilcox (Schauspielerin) (* 1964), US-amerikanische Schauspielerin
- Lisa Wilcox (Skirennläuferin) (* 1964), US-amerikanische Skirennläuferin
- Lisa Wilcox (Reiterin) (* 1966), US-amerikanische Dressurreiterin
- Margaret A. Wilcox (1838–1912), US-amerikanische Maschinenbauingenieurin und Erfinderin
- Robert William Wilcox (1855–1903), hawaiischer und US-amerikanischer Politiker
- Roy C. Wilcox (1891–1975), US-amerikanischer Politiker
- Shannon Wilcox (1942/43–2023), US-amerikanische Schauspielerin
- Sophie Wilcox (* 1975), britische Schauspielerin
- Stephen Wilcox (1830–1893), US-amerikanischer Erfinder
- Walter Wilcox (1869–1949), Erforscher der kanadischen Rocky Mountains